# 孙庙乡 (利辛县)
孙庙乡，是中华人民共和国安徽省亳州市利辛县下辖的一个乡镇级行政单位。

## 行政区划
孙庙乡下辖以下地区：
孙庙社区、新建村、和谐村、富民村、富强村、民主村、幸福村、团结村、前刘村、阳光村、高堂村和振兴村。